# 버나드 배로우
버나드 배로우(Bernard Barrow, 1927년 12월 30일 ~ 1993년 8월 4일)는 미국의 배우, 텔레비전 배우, 영화배우, 무대 연출가이다.

## 영화
- 생존자 (1983년)
- 맨하탄의 제인 오스틴 (1980년)
- 위민 엣 웨스트 포인트 (1979년)
- 형사 서피코 (1973년)
- 레이첼 레이첼 (1968년)